# Kendy John Kretzschmar
Kendy John Kretzschmar (* 30. November 1975 in Annaberg-Buchholz) ist ein deutscher Mundartdichter, Liedermacher und Autor.

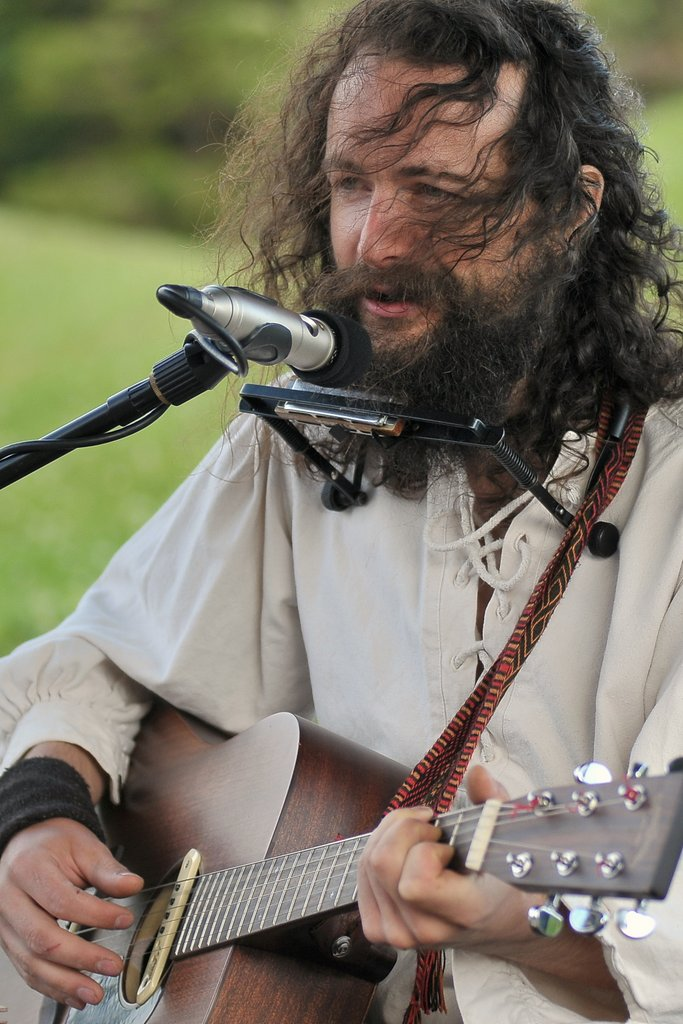
Kendy John Kretzschmar auf Liedertour im Erzgebirge 2012

## Leben
Kendy John Kretzschmar wurde als 4. Sohn eines Sportlehrers und einer Bürokauffrau in der DDR geboren. Er begann 1985 auf der Gitarre zu musizieren und schrieb 1988 sein erstes Lied. 1988–1994 war er Leistungssportler an der Kinder- und Jugendsportschule und Olympiastützpunkt Oberwiesenthal und machte dort das Abitur.
1995–2000 belegte er ein Studium der Biologie (Systematik, Geobotanik, Ökologie, Naturschutz) an der TU Dresden, das er mit einem Diplom abschloss. Reisen und Fastentouren, das Handbuch des bewussten Lebens Bewusst(w)anderer Mensch entstand 2000.
2003 begann er seine freiberufliche Tätigkeit im Bereich erlebnisorientierter Umweltbildung als Diplom-Biologe mit geführten Bewusstwanderungen. Ab 2004 gründete er eine Familie, mit zwei Kindern. 2008 wurde er im Hauptberuf künstlerisch als Liedermacher und Livemusiker tätig. 2010 erfolgte die Gründung und Administration des Webportals des Bewusstwanderns.

## Werk
Kendy John Kretzschmar veröffentlichte zehn Studioalben mit eigenen Liedstücken in erzgebirgischer Mundart, hochdeutscher und englischer Sprache. Er ist Interpret der Liedstücke des Volksliedsängers Anton Günther.
Sein Werk Bewusst(w)anderer Mensch. Der Praxisleitfaden zur Erschließung des ganzheitlich-freien Denkens und eines kooperativ-ökologischen Alltagsbewusstseins. ist ein Handbuch für einen bewussten, ganzheitlich-freien Lebensstil im Alltagsmoment. Kendy John Kretzschmars geführte Bewusstwanderungen sind unter anderem gekennzeichnet durch
- die Aufklärung über die Potentiale der Plastizität des Nervensystems,
- einen bewusst gleichberechtigten Gebrauch der Funktionsebenen des menschlichen Nervensystems im Alltag
- ein Gleichmaß an Vernunft und Liebe im individuellen und ideologiefreien Umgang mit dem Umgebungssystem.

## Diskografie
Kendy John Kretzschmar veröffentlichte folgende Musikalben:
- 2000: Zopfwesen
- 2003: Auf Deinem Weg
- 2004: Blutrot
- 2004: Innerland
- 2005: Hier im Moment
- 2006: Arzgebirgsch Vol.1
- 2008: Best of Kendy J.K. Vol.1
- 2009: Arzgebirgsch Vol.2
- 2010: Vernunft und Liebe
- 2013: Garten Erde Ton 2013